# ممرضة رعاية صحة النساء
ممرض ممارس رعاية صحية للنساء معتمد من مجلس الإدارة (WHNP-BC) هو تعيين لممرضة صحة المرأة التي حصلت على شهادة مجلس التمريض من شركة الشهادة الوطنية.